# Кибер-террор (фильм)
«Кибертеррор» (англ. Cyberbully) — телефильм, который вышел 17 июля 2011 года. Фильм был снят компанией ABC Family. ABC Family заявили в интервью журналу Seventeen Magazine, что сняли фильм, показывающий сущность проблем оскорблений в Интернете, для митинга «delete digital drama». Фильм рассказывает о девушке, которая терпит унижения от одноклассников в социальной сети. Фильм снят в Монреале.

## Сюжет
Фильм начинается с того, что Тейлор Хиллридж получает в подарок на свой день рождения компьютер от мамы. Девушка была очень счастлива, поскольку раньше она сидела за маминым компьютером, что было неудобно. Её мать всегда отслеживала все страницы, которые она посещала в Интернете. Однако вскоре Тейлор регистрируется в одной из соцсетей и становится объектом насмешек со стороны одноклассников. Из-за этого от неё отвернулась одна из подруг, а вторая подруга Саманта предала её, создав поддельную страницу в Интернете и якобы от чужого имени насмехаясь над Тейлор.
В отчаянии, Тейлор предпринимает попытку покончить с собой, но её мама вместе с Самантой успевают вовремя, а Тейлор увозят в больницу из-за нервного срыва. Мать Тейлор предпринимает попытку помочь своей дочери и пытается убедить правительство страны создать закон, отслеживающий оскорбления и унижения в соцсетях в Интернете.

## В ролях
| Актёр             | Роль            |
| ----------------- | --------------- |
| Эмили Осмент      | Тэйлор Хиллридж |
| Кей Панабэйкер    | Саманта Кэлдон  |
| Келли Роуэн       | Крис Хиллридж   |
| Джон МакЛарен     | Скотт Озсик     |
| Миган Рат         | Чейн Мортенсен  |
| Джейд Хэссон      | Калеб           |
| Настасья Маркивец | Линдси Фордис   |
| Роберт Нэйлор     | Эрик Хиллридж   |
| Роберт Редкопп    | Карен Кэлдоне   |
| Ронда Луи-Жюн     | Бекка           |

## Прием критиков
Фильм получил положительные отзывы критиков. Они говорят, что фильм получился очень познавательным и интересным. Common Sense Media дал фильму оценку 4 и 5 звёзд, заявляя: «Кибертеррор — это значительная тема для разговора о реальных угрозах в Интернете».
Сам фильм построен на насущном вопросе, касающемся анонимности, которая существует в соцсетях, юридических лазеек, которые позволяют киберзапугивание, социального давления на молодёжь.

## Интересные факты
- 5 июля 2011 года Шарлотт Рас создала рубашки Delete Tees, которые были доступны на всей территории США. Рубашки были чёрного цвета с белой надписью «Delete» на ней.
- Также 5 июля 2011 года клиенты Verizon Wireless могут удалить «Delete» 3332, и они должны были пообещать, что помогут цифровой драме.
- На Twitter можно получить «Twibbon» у себя на странице, которая призывает к прекращению кибератаки[4].
- 14 июля 2011 года ABC Family организовала митинг под названием «The Rally to Delete Digital Drama» в Гриндлэй, Калифорния. На митинге были Шэй Митчелл, Тайлер Блэкборн, Дарен Кагасов, Скайлер Сэмюэлс, Грей Дэймон, Кэти Леклерк, Ванесса Марано, Эмили Осмент и другие. Эмили Осмент сделала сюрприз и исполнила свою песню, написанную специально к фильму. Также участники митинга раздавали автографы[5].

## Просмотр
Cyberbully получил 3 400 000 просмотров со дня его официального релиза. Это был номер один для telecost во временной интервал 8 — 10 часов вечера. Он стал ТВ-фильмом номер 1 недели и вторым наиболее часто просматриваемым телефильмом 2010—2011 годов.

## Музыка
Эмили Осмент написала песню «Drift», которая впоследствии стала саундтреком к фильму. Она вышла 12 июля 2011 года. Также в фильме есть музыка «Breathe Me» и «Perfect». В начале фильма играет музыка: «Portugal. The Man – Hip-Hop Kids».